# U-741
U-741 je bila nemška vojaška podmornica Kriegsmarine, ki je bila dejavna med drugo svetovno vojno.

## Zgodovina
Podmornica je bila potopljena 15. avgusta 1944 v Rokavskem prelivu v spopadu z britansko korveto HMS Orchis (K 76); umrlo je 48 članov posadke in preživel je le en podmorničar.

## Poveljniki
| Poveljniki |             |                  |                                  |
| Št.        | Čin         | Ime              | Poveljstvo                       |
| 1.         | Nadporočnik | Gerhard Palmgren | 10. april 1943 - 15. avgust 1944 |

## Tehnični podatki
| Kategorije                                    | Podatki                       |
| --------------------------------------------- | ----------------------------- |
| Teža (t): na površju pod površjem polna Teža  | 769 871 1.070                 |
| Dolžina (m) - tlačni trup (m)                 | 67,10 - 50,50                 |
| Širina (m) - tlačni trup (m)                  | 6,20 - 4,70                   |
| Izpodriv (m)                                  | 4,74                          |
| Višina (m)                                    | 9,6                           |
| Moč (hp): na površju pod podvršjem            | 3.200 750                     |
| Hitrost (vozlov): na površju pod podvršjem    | 17,7 7,6                      |
| Doseg (milja/vozel): na površju pod podvršjem | 8.500/10 80/4                 |
| Torpeda/Torpedne cevi                         | 14/5 (4 na premcu, 1 na krmi) |
| Krovni top (mm)                               | 88                            |
| Mine                                          | 26 TMA                        |
| Posadka                                       | 44-52                         |
| Maksimalni potop (m)                          | 220                           |

## Potopljene ladje
| Datum           | Ime                          | Država              | Tonaža    | Usoda      |
| --------------- | ---------------------------- | ------------------- | --------- | ---------- |
| 15. avgust 1944 | HMS LST-404 (desantna ladja) | Združeno kraljestvo | 1.625 BRT | potopljena |